# Chira typica
Chira typica là một loài nhện trong họ Salticidae.
Loài này thuộc chi Chira. Chira typica được Cândido Firmino de Mello-Leitão miêu tả năm 1930.